# Tiendas Ara
Tiendas Ara (zapis stylizowany ara) – druga co do wielkości sieć sklepów dyskontowych w Kolumbii, należąca do portugalskiej firmy Jerónimo Martins. Dosłownie, ara oznacza Ara macao (Ara żółtoskrzydła, gatunek papugi), która znajduje się w logo supermarketu. Firma stara się, aby większość sprzedawanych przez nią produktów pochodziła od kolumbijskich dostawców.
W listopadzie 2022 roku sieć liczyła 1000 sklepów.